# Niels Ersbøll
Niels Erling Nygaard Ersbøll (født 9. april 1926) er en dansk jurist og ambassadør. Niels Ersbøll var Generalsekretær for EU's ministerråd imellem 1980-94. Havde en længere karriere som repræsentant og ambassadør for Danmark, ofte i forbindelse med EU.

## Liv og karriere
Niels Ersbøll er søn af kolonialkøbmand, senere rejseinspektør, Kristian Ersbøll og Eva Estella Bønnelycke Jensen.
I 1955 blev Ersbøll som nyuddannet jurist ansat i Udenrigsministeriet og hvor man blandt andet arbejdede med Nato og handelssamarbejdet EFTA, mellem 1958 og 1960 var han ambassadesekretær ved den danske NATO-repræsentation i Paris. Han blev kontorchef i 1967 for ministeriets markedssekretariat. Og var chef fra 1973 til 1977 for den danske repræsentation i Bruxelles, da Danmark kom med i daværende EF.
Imellem 1980 og 1994 var han Generalsekretær for EU's ministerråd, enlig ville han gerne have gået af på posten den 1. juli, men måtte blive nogen måneder ekstra da der ikke i første omgang kunne findes en afløser. Han er regnet for en af de danske embedsmænd der har været højest placeret i EU.
Ersbøll gik på pension som 71årig i 1997 og har siden sin deltaget som debattør i samfundsdebatten, særligt indenfor EU. I 2005 var han medunderskriver på et brev fra 22 tidligere danske ambassadører, som advarede imod tonen i udlændingedebatten i sagen om Muhammedtegningerne, og Ersbøll selv kritiserede daværende statsminister Anders Fogh Rasmussen for hans rolle i de efterfølgende diplomatiske kriser.
Ersbøl er gift med Birgitte Ersbøll og bor i Hørsholm.